# Heartless (Kanye West-dal)
A Heartless Kanye West amerikai rapper kislemeze a negyedik stúdióalbumáról, az 808s & Heartbreakről (2008). A dal producere West volt, míg dolgozott rajta No I.D. is. Eredetileg Jay-Z tizenegyedik stúdióalbumán, a The Blueprint 3-n (2009) szerepelt volna. Miután debütálta a dalt a  Demokrata Párti Nemzeti Konvención, West megosztotta a még nem masterelt verziót október 15-én. Október 28-án jelent meg, mint a második kislemez West 808s & Heartbreak albumáról, a Roc-A-Fella és a Def Jam kiadókon keresztül. A dal pop stílusú, hiphop és R&B befolyásokkal.
A dalszövegében West a kapcsolata befejezéséről beszél. A Heartlesst méltatták zenekritikusok, akik méltatták West teljesítményét a dalon. A 2010-es BMI Pop Awards díjátadón egyike volt a győztes daloknak. Második helyig jutott a Billboard Hot 100-on. Elérte a legjobb tíz pozíció egyikét Kanadában, Új-Zélandon, Törökországban és az Egyesült Királyságban. Az Amerikai Hanglemezgyártók Szövetségétől (RIAA) hétszeres platinaminősítést kapott, minden idők egyik legtöbbet eladott digitális kislemeze. Platina és arany minősítést kapott ezek mellett Ausztráliában (ARIA) és az Egyesült Királyságban (BPI) is.
A dal animált videóklipje 2008. november 7-én jelent meg, és Ralph Bakshi 1981-es American Pop filmjének ad tiszteletet. A kritikusok méltatták a videóklipet, jelölve volt az Év videója díjra a BET Awards díjátadón. West előadta a dalt a 36. AMA díjátadón és a 2008-as és 2011-es Coachella Fesztiválokon.

## Háttér és felvételek
Miután West anyja, Donda West elhunyt, Malik Yusef felvette a kapcsolatot Kanye mentorával, No I.D.-vel, hogy időt töltsön az előadóval. No I.D. ezt eredetileg elutasította, eltérő személyiségeik miatt, de később elkezdett kommunikálni Westtel. West és No I.D. ezt követően elutazott Hawaiira, hogy közreműködjenek Jay-Z-vel tizenegyedik stúdióalbumán, a The Blueprint 3-n (2009), mielőtt West úgy döntött, hogy inkább a 808s & Heartbreak-en fog dolgozni. A felvételek az Avex Recording Stúdióban (Honolulu, Hawaii) és a Glenwood Studiosban (Burbank, Kalifornia) zajlottak. A dal producere West volt, de No I.D. is dolgozott rajta. 2014 novemberében egy interjúban a producer elmondta, hogy a dalt eredetileg a The Blueprint 3-re szánták, mielőtt West megállt a felvételekben és azt mondta „Nem.” „Mit nem?” kérdezte No I.D. „Esélytelen! Ez az én felvételem!” mondta West. No I.D. megpróbálta rávenni, hogy fejezze be a dalt az albumra, de West nem volt hajlandó ezt megtenni. Az albumon közreműködött Westtel Kid Cudi, négy dalt írt a lemezre, amelyek közül az első a Heartless refrénje volt.
A 2008-as Demokrata Párti Nemzeti Konvención mutatta be a dalt augusztusban, mielőtt bejelentette volna megjelenését, mint az album második kislemeze T.I. október 5-i koncertjén. Október 15-én West kiadta a teljes dal nem masterelt verzióját letöltésre és streamingre. A Heartless végül 2008. október 28-án jelent meg kislemezként, mielőtt West ismételten kiposztolta a dalt blogjára, immár a masterelt verziót. A dal az egyetlen az albumon, amelyen rappel West. A Kiss FM-mel készített interjúban West elmondta, hogy a Heartless egyike volt az első daloknak, amelyek elkészültek a Graduation (2007) sikerét követően.

## Díjak
| Év   | Díjátadó                         | Kategória megnevezése          | Eredmény | For.   |
| ---- | -------------------------------- | ------------------------------ | -------- | ------ |
| 2009 | Teen Choice Awards               | Choice Zene: Rap/Hiphop dal    | Jelölve  | [ 12 ] |
| 2010 | ASCAP Pop Music Awards           | Legtöbbet előadott dalok       | Elnyerte | [ 13 ] |
| 2010 | ASCAP Rhythm & Soul Music Awards | Díjazott rapdalok              | Elnyerte | [ 14 ] |
| 2010 | ASCAP Rhythm & Soul Music Awards | Díjazott R&B/Hiphopdalok       | Elnyerte | [ 15 ] |
| 2010 | BMI Pop Awards                   | Díjazott dalok                 | Elnyerte | [ 16 ] |
| 2010 | BMI R&B/Hip-Hop Awards           | Legtöbbet előadott urban-dalok | Elnyerte | [ 17 ] |

## Számlista
CD kislemez
1. Heartless – 3:30
2. Heartless (Video) – 3:39

## Közreműködő előadók

### Felvételek
- Glenwood Studios (Burbank, Kalifornia) és Avex Recording Studio (Honolulu, Hawaii)

### Előadók
| - Kanye West – dalszerző, producer - No I.D. – dalszerző, co-producer - Scott Mescudi – dalszerző - Malik Jones – dalszerző - Andrew Dawson – felvételek - Anthony Kilhoffer – felvételek - Chad Carlisle – felvételek (asszisztens) - Isha Erskine – felvételek (asszisztens) | - Gaylord Holomalia – felvételek (asszisztens) - Christian Mochizuki – felvételek (asszisztens) - Manny Marroquin – hangmérnök - Christian Plata – asszisztens hangmérnök - Erik Madrid – asszisztens hangmérnök - Jeff Bhasker – billentyűk - Ken Lewis – zongora |

## Slágerlisták
| Slágerlista (2008–2009)                        | Legmagasabb pozíció |
| ---------------------------------------------- | ------------------- |
| Ausztrál kislemezlista (ARIA)                  | 40                  |
| Belga kislemezlista (Ultratop 50 Flanders)     | 40                  |
| Belga kislemezlista (Ultratip Wallonia)        | 9                   |
| Brit kislemezlista (OCC)                       | 10                  |
| Brit R&B-lista (OCC)                           | 2                   |
| Dán kislemezlista (Tracklisten)                | 18                  |
| Európai Hot 100 kislemezlista (Billboard)      | 36                  |
| Holland kislemezlista (Dutch Top 40)           | 20                  |
| Holland kislemezlista (Single Top 100)         | 31                  |
| Ír kislemezlista (IRMA)                        | 11                  |
| Kanadai kislemezlista (Canadian Hot 100)       | 8                   |
| Kanadai CHR/Top 40 (Billboard)                 | 2                   |
| Kanadai Hot AC (Billboard)                     | 32                  |
| Magyar rádiós kislemezlista (Rádiós Top 40)    | 21                  |
| Német kislemezlista (Official German Charts)   | 37                  |
| Osztrák kislemezlista (Ö3 Austria Top 40)      | 57                  |
| Svájci kislemezlista (Schweizer Hitparade)     | 46                  |
| Svéd kislemezlista (Sverigetopplistan)         | 17                  |
| Török Top 20 kislemezlista (Billboard Türkiye) | 2                   |
| US Billboard Hot 100                           | 2                   |
| US Hot R&B/Hip-Hop Songs (Billboard)           | 4                   |
| US Hot Rap Songs (Billboard)                   | 1                   |
| US Mainstream Top 40 (Billboard)               | 4                   |
| US Pop 100 (Billboard)                         | 4                   |
| US Rhythmic (Billboard)                        | 1                   |
| Új-zélandi kislemezlista (Recorded Music NZ)   | 6                   |

| Slágerlista (2009)                    | Pozíció |
| ------------------------------------- | ------- |
| Ausztrál urbanlista (ARIA)            | 45      |
| Brit kislemezlista (OCC)              | 122     |
| Digitális eladások világszerte (IFPI) | 9       |
| Kanada (Canadian Hot 100)             | 47      |
| Magyarország (Rádiós Top 40)          | 78      |
| US Billboard Hot 100                  | 9       |
| US Hot R&B/Hip-Hop Songs (Billboard)  | 39      |
| US Mainstream Top 40 (Billboard)      | 24      |
| US Rhythmic (Billboard)               | 7       |

## Minősítések
| Régió                    | Minősítés       | Példányszám |
| ------------------------ | --------------- | ----------- |
| Ausztrália (ARIA)        | Platinalemez    | 70 000      |
| Dánia (IFPI Denmark)     | Aranylemez      | 45 000      |
| Egyesült Államok (RIAA)  | 7× Platinalemez | 7 000 000   |
| Egyesült Királyság (BPI) | Aranylemez      | 400 000     |
| Új-Zéland (RMNZ)         | Aranylemez      | 7 500       |

## Kiadások
| Régió            | Dátum             | Formátum      | Kiadó                   | For.   |
| ---------------- | ----------------- | ------------- | ----------------------- | ------ |
| Egyesült Államok | 2008. október 28. | kortárs rádió | - Roc-A-Fella - Def Jam | [ 9 ]  |
| Világszerte      | 2008              | CD            | - Roc-A-Fella - Def Jam | [ 18 ] |